# Dobrodružství kapitána Hatterase

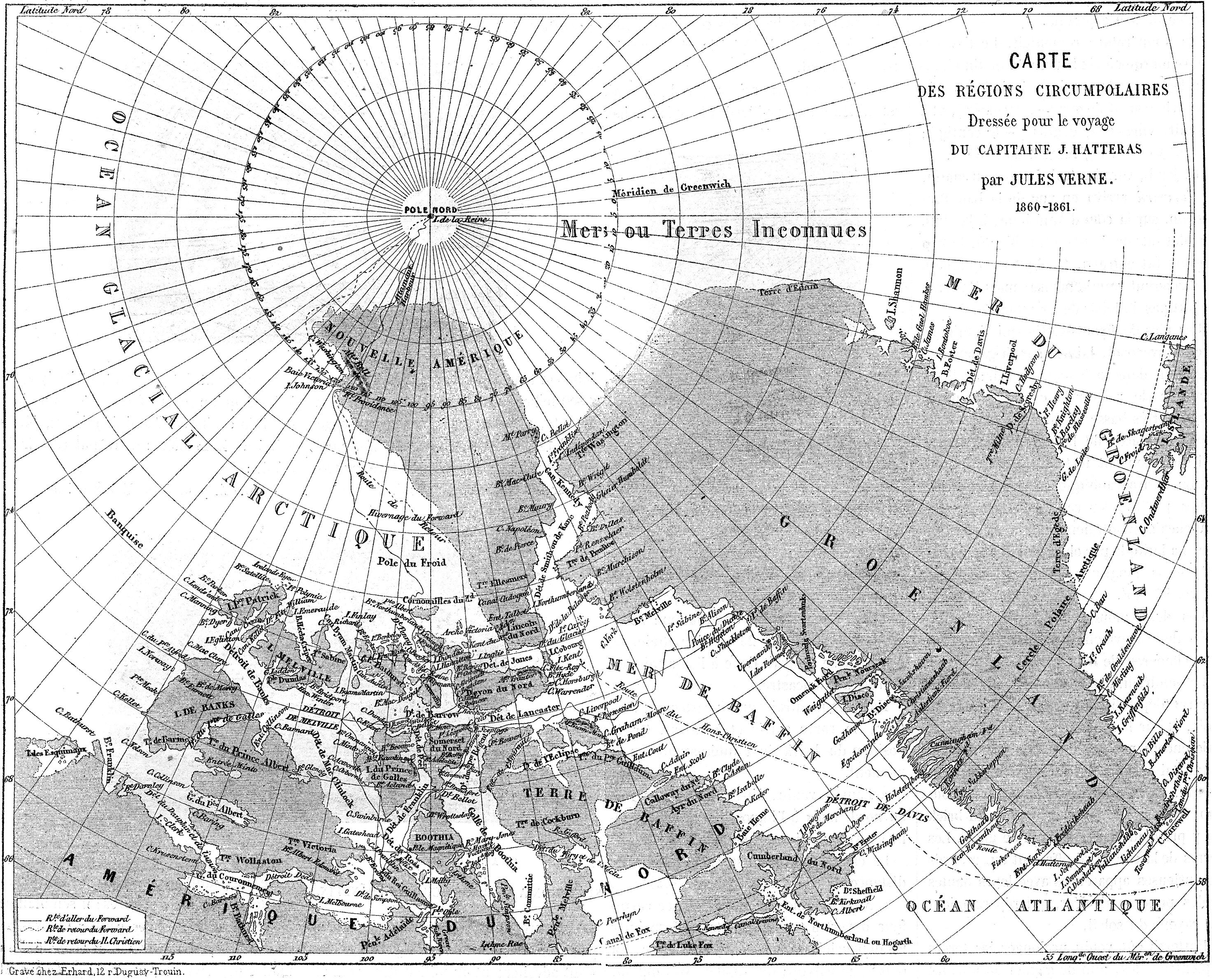
Dobrodružství kapitána Hatterase, mapa z francouzského vydání románu

Dobrodružství kapitána Hatterase (1864–1866, Voyages et aventures du capitaine Hatteras) je dobrodružný fantastický román francouzského spisovatele Julesa Verna z jeho cyklu Podivuhodné cesty (Les Voyages extraordinaires). Román nese v tomto cyklu pořadové číslo dvě, ačkoliv byl ve skutečnosti prvním Vernovým dílem, které bylo takto označeno. Nedošlo k tomu však při vydání první verze románu roku 1864, ale až při vydání verze definitivní z roku 1866. Tři Vernovy knihy z let 1863–1865 (Pět neděl v baloně, Cesta do středu Země a Ze Země na Měsíc) pak byly do cyklu zařazeny zpětně.

## Obsah románu
Román se odehrává v roce 1861 a jeho obsahem je popis britské výpravy k severnímu pólu vedené kapitánem Johnem Hatterasem. Ten je přesvědčen, že kolem pólu je volné nezamrzlé moře, a je svým cílem přímo posedlý. Nezabrání mu v tom ani vzpoura posádky jeho lodi, která s ním nechce pokračovat v nebezpečné cestě a loď dokonce zničí. Pokračuje s několika odvážlivci dál a nalézá u břehu pevniny nazvané Nová Amerika trosky lodi předcházející výpravy ze Spojených států amerických. Na Nové Americe, ležící zhruba na 83. stupni severní šířky a 120. stupni západní délky, cestovatelé přezimují. Velkou zásluhu na jejich přežití má především jeden z členů výpravy, doktor Clawbony, který například dokázal zapálit oheň pomocí čočky vyrobené z tvrdého ledu, pro boj s medvědy vyrobit náboje ze zmrzlé rtuti a masový útok medvědů zastavit výbuchem střelného prachu, odpáleného elektricky.
Když se počasí zlepší, cestovatelé zjistí, že moře je skutečně volné. Postaví si proto z nalezeného vraku šalupu a vydají se na další plavbu. Na místě severního pólu pak objeví sopečný ostrov, který je celý tvořen doposud činnou sopkou. Tu cestovatelé nazvou Hatterasovou horou. Její úbočí spadá tak prudce do moře, že ostrov nemá vlastně žádné pobřeží, na něž by bylo možno vstoupit. Naštěstí plavci nalézají fjord, do něhož mohou se svou šalupou veplout a vydat se odtud průrvou mezi balvany na vrchol hory, což jim v krajně neschůdném terénu trvalo tři hodiny. Po dosažení vrcholu sopky zjistí, že geometrický průsečík poledníků leží v jejím jícnu. Kapitán Hatteras proto do kráteru skočí, aby stanul přesně na pólu. Tento svůj neuvážený čin sice přežije, ale při zpáteční cestě musí jeho druzi konstatovat, že zešílel. Po návratu do Anglie je proto umístěn do ústavu pro duševně choré, v němž koná procházky pokud možno severním směrem.

## Ilustrace
Knihu Dobrodružství kapitána Hatterase ilustroval Édouard Riou a Henri de Montaut.

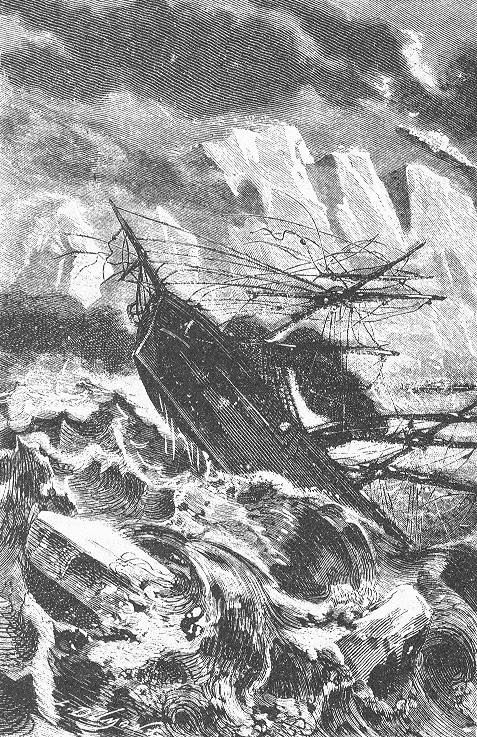
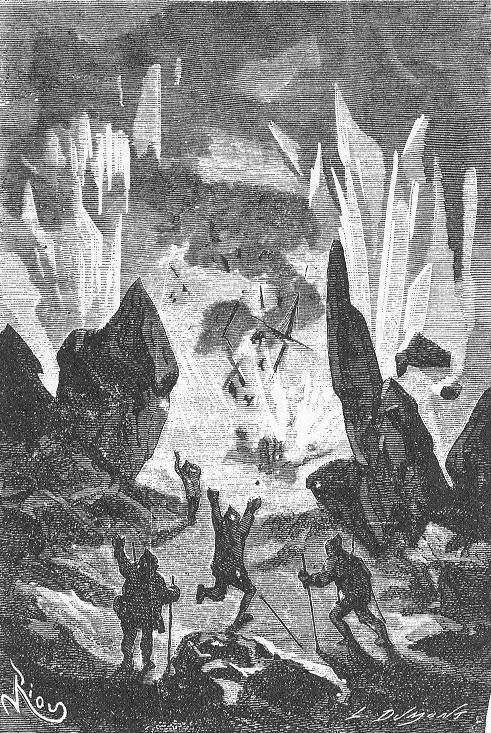
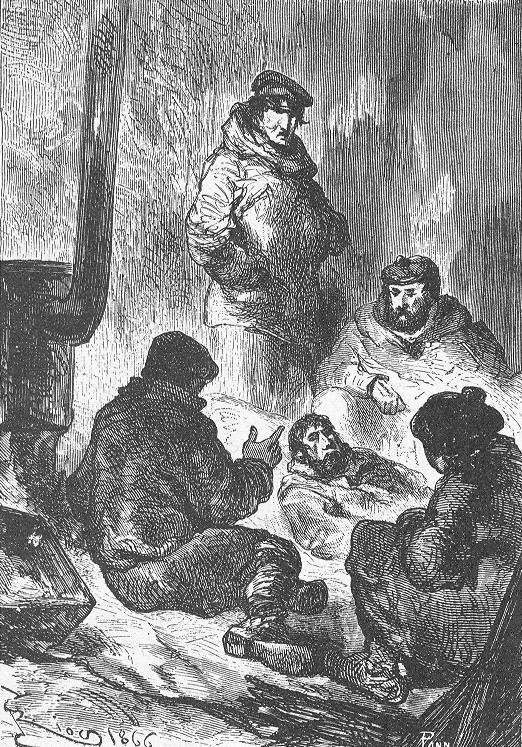
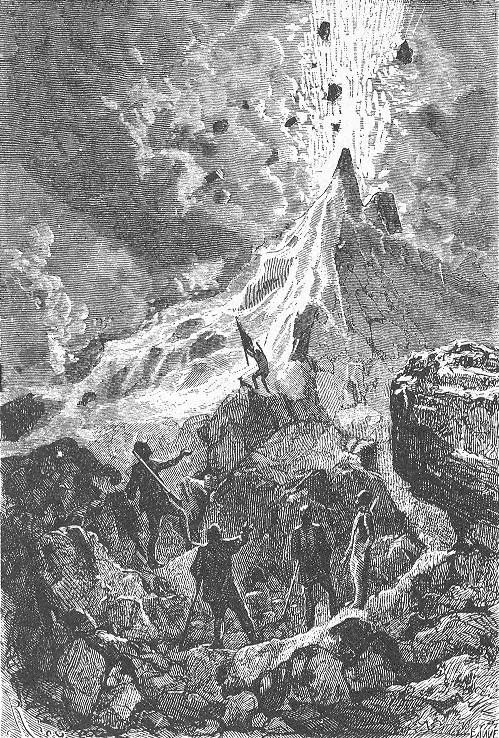

## Česká vydání
- Příhody kapitána Hatterasa, Alois R. Lauermann, Praha 1884, přeložil P.Š.T. (tj. Pavel J. Šulc)
- Příhody kapitána Hatterasa, Alois Hynek, Praha 1901, vydáno ve dvou svazcích
- Dobrodružství kapitána Hatterasa, Bedřich Kočí a Eduard Beaufort, Praha 1907, přeložil Vitezslav Unzeitig, vydáno ve dvou svazcích (1. Angličané na severní točně, 2. Ledová poušť).
- Dobrodružství kapitána Hatterasa, Josef R. Vilímek, Praha 1930, přeložil Vitezslav Unzeitig, znovu 1938
- Dobrodružství kapitána Hatterase, Albatros, Praha 1986, přeložil a upravil Václav Netušil,
- Dobrodružství kapitána Hatterasa, Návrat, Brno 1995, přeložil Vitezslav Unzeitig,
- Dobrodružství kapitána Hatterase, Mustang, Plzeň 1995,
- Dobrodružství kapitána Hatterasa, Omega, Praha 2021, přeložil Vitezslav Unzeitig.